# Fairlight CMI

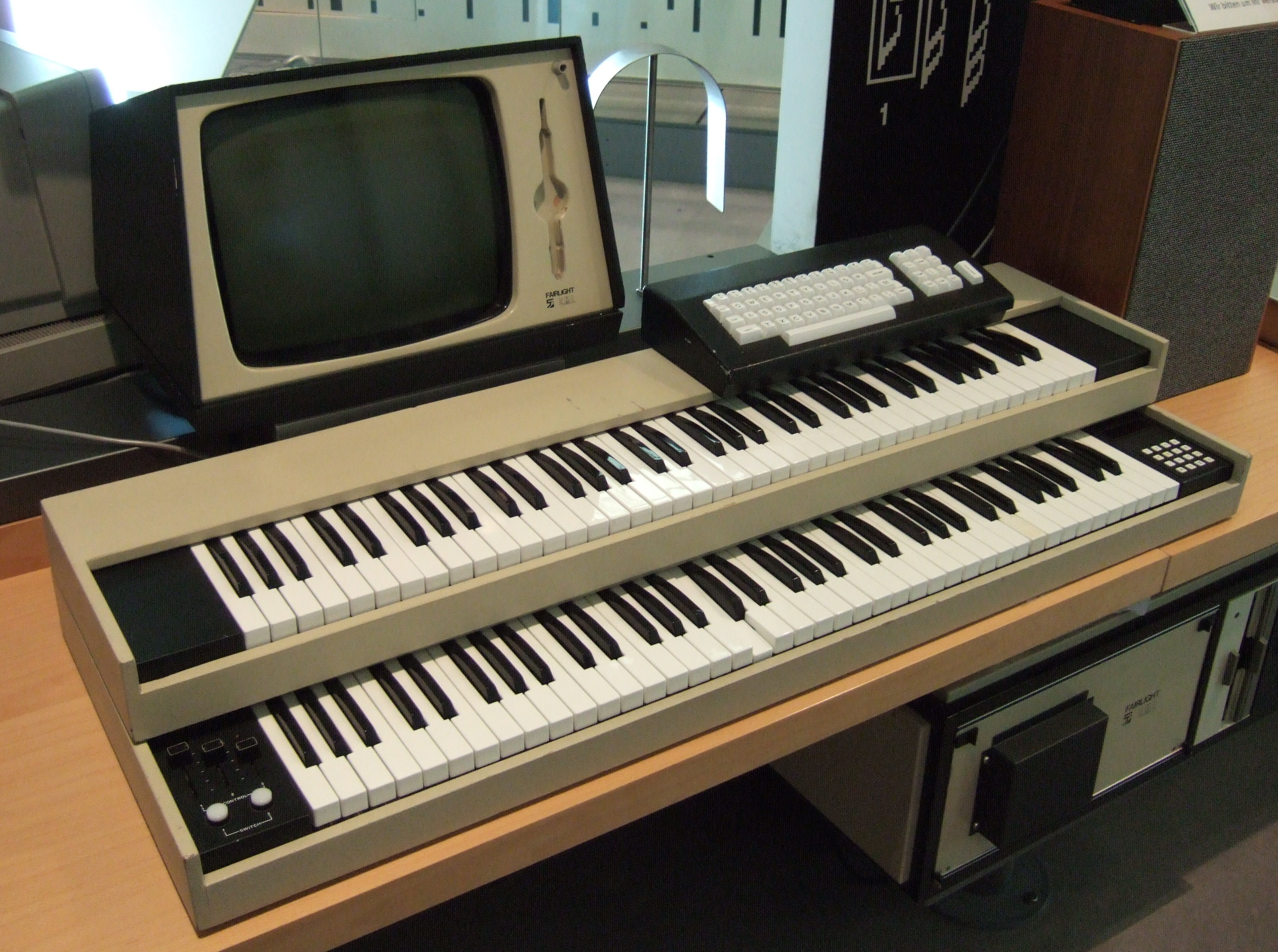
Fairlight CMI

Fairlight CMI (ang. Computer Musical Instrument) – 16-głosowy, cyfrowy sampler i syntezator addytywny firmy Fairlight Instruments, skonstruowany w okresie 1976–1978 przez Petera Vogela i Kima Ryrie. Jego komercyjną produkcję rozpoczęto w 1979 roku.
System składał się z komputera sterującego, wyposażonego w napęd dyskietek, klawiatury alfanumerycznej, monitora oraz klawiatury muzycznej. Wprowadzanie danych oprócz sposobu tekstowego, umożliwiało również pióro świetlne. Ponadto wejście audio pozwalało wprowadzać sygnał zewnętrzny w celu jego rejestracji i obróbki.

## Oferowane metody syntezy
Instrument oferował kilka dostępnych metod syntezy dźwięku:
- addytywną z możliwością uzyskiwania widm dynamicznych
- kształtowania fali (waveshaping)
- Sampling

## Modele fairlightów
- Fairlight CMI
- Fairlight CMI II
- Fairlight CMI IIx
- Fairlight CMI III

## Popularność
Do najbardziej znanych użytkowników fairlightów w latach 70./80. należą: Jean Michel Jarre, Klaus Schulze, Jan Hammer i Peter Gabriel.